# Fabrizio D'Aloia
Fabrizio D'Aloia (Benevento, 17 febbraio 1964) è un ingegnere e imprenditore italiano.
Nel 1982, dopo essersi diplomato, fondò, insieme all'ing. Dario Nicola Pica e l'ing. Ettore Martini, la SIED informatica, antesignana della SOFT.Lab. Nel 1993 conseguì la laurea in ingegneria elettronica, con indirizzo informatico, presso l'Università degli Studi di Napoli Federico II. Si specializzò successivamente presso l'Università di New York in Information Technology.
Nel 1996 fondò la Microgame, azienda di sviluppo di applicazioni per il web, di cui fu amministratore delegato fino al 4 dicembre 2012 e presidente fino a marzo 2013. L'azienda nel 1998 entrò nel mercato delle scommesse sportive e, lungo gli anni duemila, nel mercato del poker online e di altri giochi online. Nel 1999 vinse il Premio Roberto Marrama come uno dei migliori giovani imprenditori campani e nel 2012 il Premio Gladiatore d'oro.
Fra il 2013 e il 2014 fu presidente di Mobilmat, istituto di moneta elettronica autorizzato dalla Banca d'Italia.
È attualmente amministratore delegato di Artsquare.io, piattaforma basata su blockchain relativa all'arte fondata insieme a Francesco Boni Guinicelli e Giacomo Arcaro, ed equity partner dell'acceleratore di startup iStarter.it.